# Acacia dietrichiana
Acacia dietrichiana är en ärtväxtart som beskrevs av Ferdinand von Mueller. Acacia dietrichiana ingår i släktet akacior, och familjen ärtväxter. Inga underarter finns listade i Catalogue of Life.